# 陳建仁內閣
陳建仁內閣（簡稱陳內閣）是2023年1月31日至2024年5月20日期間，由時任行政院院長陳建仁所領導的中華民國內閣，為蔡英文政府的末任內閣，也是首個由曾任中華民國副總統者出任閣揆的內閣。定調為「溫暖堅韌」內閣，三大重要目標是強化臺灣的經濟韌性、環境韌性與社會韌性。
2022年11月26日，民主進步黨於九合一選舉失利，未能獲得多數縣市的執政權，時任行政院院長蘇貞昌向總統蔡英文請辭獲慰留；2023年1月19日，中央政府總預算案完成審議，蘇貞昌再次請辭，同月31日由陳建仁內閣接替第二次蘇貞昌內閣。2024年1月13日總統及立法委員選舉選後，陳建仁宣布將不再於賴清德政府留任；同年5月20日，由卓榮泰內閣接替陳建仁內閣。

## 概述
2022年11月26日，民進黨於九合一選舉失利，未能獲得多數縣市執政權，時任行政院院長蘇貞昌向總統蔡英文請辭，獲暫時慰留。隔年1月19日，中央政府總預算案完成三讀，並再次向總統蔡英文請辭。同月25日，總統蔡英文正式徵詢前副總統陳建仁並獲同意。同月27日，總統蔡英文召開記者會正式宣布由前副總統陳建仁接任行政院院長。同月30日，蘇貞昌內閣正式總辭，新舊內閣於隔日正式交接。
2024年1月18日，陳建仁以第十一屆立法委員選舉產生新民意為由提出總辭，獲總統蔡英文慰留；隨後表態不會在同年5月新任總統賴清德就職後留任，因此進入看守政府階段，並由原先的多數派政府轉為少數派政府。5月16日，在最後一場行政院院會後，陳建仁內閣正式通過總辭案；5月20日，與卓榮泰內閣交接。

## 內閣組成

### 內閣成員
| 頭銜                             | 肖像 | 姓名                          | 就任日期      | 副部會首長                                                                      | 備註                                                 |
| -------------------------------- | ---- | ----------------------------- | ------------- | ------------------------------------------------------------------------------- | ---------------------------------------------------- |
| 行政院院長                       |      | 陳建仁 · （ 民主進步黨）      | 2023年1月31日 | 不適用                                                                          |                                                      |
| 行政院副院長                     |      | 鄭文燦 · （ 民主進步黨）      | 2023年1月31日 |                                                                                 |                                                      |
| 行政院秘書長                     |      | 李孟諺 （無黨籍）             | 2019年1月14日 | 政務副秘書長：何佩珊（ 民主進步黨） · 常務副秘書長：李國興（無黨籍）            | 第二次蘇貞昌內閣續任                                 |
| 政務委員                         |      | 林萬億 · （ 民主進步黨）      | 2016年5月20日 | 不適用                                                                          | 林全內閣續任                                         |
| 政務委員                         |      | 張景森 （無黨籍）             | 2016年5月20日 | 林全內閣續任 兼任行政院金馬聯合服務中心主任                                     |                                                      |
| 政務委員                         |      | 鄧振中 （無黨籍）             | 2016年8月9日  | 林全內閣續任 兼任行政院經貿談判辦公室總代表                                     |                                                      |
| 政務委員                         |      | 羅秉成 （無黨籍）             | 2017年9月20日 | 賴清德內閣續任                                                                  |                                                      |
| 政務委員                         |      | 吳澤成 （無黨籍）             | 2017年11月7日 | 賴清德內閣續任 兼任公共工程委員會主任委員                                       |                                                      |
| 政務委員                         |      | 龔明鑫 （無黨籍）             | 2019年1月14日 | 第二次蘇貞昌內閣續任 兼任國家發展委員會主任委員                                 |                                                      |
| 政務委員                         |      | 吳政忠 （無黨籍）             | 2022年7月27日 | 第二次蘇貞昌內閣續任 兼任國家科學及技術委員會主任委員                           |                                                      |
| 政務委員                         |      | 張子敬 （無黨籍）             | 2023年8月22日 |                                                                                 |                                                      |
| 內政部部長                       |      | 林右昌 · （ 民主進步黨）      | 2023年1月31日 | 政務次長：花敬群（ 民主進步黨）、吳容輝 · 常務次長：吳堂安                      |                                                      |
| 外交部部長                       |      | 吳釗燮 · （ 民主進步黨）      | 2018年2月26日 | 政務次長：謝武樵、田中光 常務次長：陳立國                                       | 賴清德內閣續任                                       |
| 國防部部長                       |      | 邱國正 （無黨籍）             | 2021年2月23日 | 軍政副部長：柏鴻輝 軍備副部長：徐衍璞 參謀總長：梅家樹 常務次長：黃佑民、楊基榮 | 第二次蘇貞昌內閣續任                                 |
| 財政部部長                       |      | 莊翠雲 （無黨籍）             | 2023年1月31日 | 政務次長：阮清華、李慶華 常務次長：謝鈴媛                                       |                                                      |
| 教育部部長                       |      | 潘文忠 · （ 民主進步黨）      | 2019年1月14日 | 政務次長：劉孟奇、林明裕 常務次長：林騰蛟                                       | 第二次蘇貞昌內閣續任                                 |
| 法務部部長                       |      | 蔡清祥 （無黨籍）             | 2018年7月16日 | 政務次長：蔡碧仲、陳明堂 常務次長：黃謀信                                       | 賴清德內閣續任                                       |
| 經濟部部長                       |      | 王美花 （無黨籍）             | 2020年6月20日 | 政務次長：曾文生（ 民主進步黨）、陳正祺 · 常務次長：林全能                      | 第二次蘇貞昌內閣續任                                 |
| 交通部部長                       |      | 王國材 （無黨籍）             | 2021年4月20日 | 政務次長：陳彥伯、胡湘麟 常務次長：林國顯                                       | 第二次蘇貞昌內閣續任                                 |
| 文化部部長                       |      | 史哲 · （ 民主進步黨）        | 2023年1月31日 | 政務次長：李靜慧、王時思 常務次長：徐宜君                                       |                                                      |
| 衛生福利部部長                   |      | 薛瑞元 · （ 民主進步黨）      | 2022年7月18日 | 政務次長：李麗芬（ 民主進步黨）、王必勝 · 常務次長：周志浩                      | 第二次蘇貞昌內閣續任                                 |
| 勞動部部長                       |      | 許銘春 · （ 民主進步黨）      | 2018年2月26日 | 政務次長：王安邦（ 民主進步黨）、許傳盛（ 民主進步黨） · 常務次長：陳明仁       | 賴清德內閣續任                                       |
| 數位發展部部長                   |      | 唐鳳 （無黨籍）               | 2022年8月27日 | 政務次長：闕河鳴、李懷仁（ 民主進步黨） · 常務次長：葉寧                        | 第二次蘇貞昌內閣續任                                 |
| 農業部部長（代理）               |      | 陳駿季 （無黨籍）             | 2023年9月21日 | 政務次長：陳添壽、陳駿季 常務次長：杜文珍                                       |                                                      |
| 環境部部長                       |      | 薛富盛 （無黨籍）             | 2023年8月22日 | 政務次長：葉俊宏、施文真 常務次長：沈志修                                       |                                                      |
| 國家科學及技術委員會主任委員     |      | 吳政忠 （無黨籍）             | 2022年7月27日 | 政務副主任委員：林敏聰、陳儀莊 常務副主任委員：陳宗權                           | 第二次蘇貞昌內閣續任 兼任政務委員                    |
| 國家發展委員會主任委員           |      | 龔明鑫 （無黨籍）             | 2020年5月20日 | 政務副主任委員：游建華、施克和（ 民主進步黨） · 常務副主任委員：高仙桂          | 第二次蘇貞昌內閣續任 兼任政務委員                    |
| 大陸委員會主任委員               |      | 邱太三 · （ 民主進步黨）      | 2021年2月23日 | 政務副主任委員：詹志宏、梁文傑（ 民主進步黨） · 常務副主任委員：李麗珍          | 第二次蘇貞昌內閣續任                                 |
| 金融監督管理委員會主任委員       |      | 黃天牧 （無黨籍）             | 2020年5月20日 | 政務副主任委員：蕭翠玲 常務副主任委員：邱淑貞                                   | 第二次蘇貞昌內閣續任                                 |
| 海洋委員會主任委員               |      | 管碧玲 · （ 民主進步黨）      | 2023年1月31日 | 政務副主任委員：周美伍、洪文玲 常務副主任委員：吳美紅                           |                                                      |
| 僑務委員會委員長                 |      | 徐佳青 · （ 民主進步黨）      | 2023年1月31日 | 政務副委員長：阮昭雄（ 民主進步黨） · 常務副委員長：呂元榮                      |                                                      |
| 國軍退除役官兵輔導委員會主任委員 |      | 馮世寬 （無黨籍）             | 2019年8月5日  | 政務副主任委員：李文忠（ 民主進步黨）、傅正誠 · 常務副主任委員：吳志揚          | 第二次蘇貞昌內閣續任                                 |
| 原住民族委員會主任委員           |      | 夷將·拔路兒 · （ 民主進步黨） | 2016年5月20日 | 政務副主任委員：谷縱·喀勒芳安 常務副主任委員：鍾興華                            | 林全內閣續任                                         |
| 客家委員會主任委員               |      | 楊長鎮 · （ 民主進步黨）      | 2020年5月20日 | 政務副主任委員：周江（ 民主進步黨） · 常務副主任委員：范佐銘                    | 第二次蘇貞昌內閣續任                                 |
| 中央選舉委員會主任委員           |      | 李進勇 · （ 民主進步黨）      | 2019年6月3日  | 副主任委員：陳朝建（無黨籍）                                                    | 任期制獨立機關，不受內閣改組影響                     |
| 公平交易委員會主任委員           |      | 李鎂 （無黨籍）               | 2021年2月1日  | 副主任委員：陳志民（無黨籍）                                                    | 任期制獨立機關，不受內閣改組影響                     |
| 國家通訊傳播委員會主任委員       |      | 陳耀祥 （無黨籍）             | 2019年5月30日 | 副主任委員：翁柏宗（無黨籍）                                                    | 任期制獨立機關，不受內閣改組影響                     |
| 中央銀行總裁                     |      | 楊金龍 （無黨籍）             | 2018年2月26日 | 副總裁：嚴宗大、朱美麗                                                          | 依《中央銀行法》為任期制類獨立機關，不受內閣改組影響 |
| 行政院公共工程委員會主任委員     |      | 吳澤成 （無黨籍）             | 2017年11月7日 | 政務副主任委員：顏久榮、葉哲良                                                  | 賴清德內閣續任 尚未改造之部會 兼任政務委員           |
| 行政院主計總處主計長             |      | 朱澤民 （無黨籍）             | 2016年5月20日 | 政務副主計長：蔡鴻坤 常務副主計長：陳慧娟                                       | 林全內閣續任                                         |
| 行政院人事行政總處人事長         |      | 蘇俊榮 （無黨籍）             | 2022年2月11日 | 政務副人事長：李秉洲 常務副人事長：懷敍                                         | 第二次蘇貞昌內閣續任                                 |
| 國立故宮博物院院長               |      | 蕭宗煌 （無黨籍）             | 2023年1月31日 | 政務副院長：黃永泰 常務副院長：余佩瑾                                           |                                                      |
| 行政院發言人                     |      | 林子倫 （無黨籍）             | 2023年5月15日 | 政務副發言人：（暫缺）                                                          |                                                      |

## 內閣成員變動

### 首長變動
| 內閣首長變動               | 內閣首長變動 | 內閣首長變動 | 內閣首長變動  | 內閣首長變動  | 內閣首長變動 | 內閣首長變動                                     |
| 頭銜                       | 肖像         | 姓名         | 就任日期      | 離任日期      | 繼任         | 備註                                             |
| -------------------------- | ------------ | ------------ | ------------- | ------------- | ------------ | ------------------------------------------------ |
| 行政院發言人               |              | 陳宗彥       | 2023年1月31日 | 2023年2月17日 | 林子倫       |                                                  |
| 政務委員                   |              | 李永得       | 2023年1月31日 | 2023年6月30日 | 不適用       | 轉任中央通訊社董事長                             |
| 政務委員                   |              | 黃致達       | 2020年5月20日 | 2023年7月7日  |              |                                                  |
| 行政院農業委員會主任委員   |              | 陳吉仲       | 2019年1月14日 | 2023年7月31日 | 陳吉仲       | 行政院農業委員會升格改組成農業部                 |
| 行政院環境保護署署長       |              | 張子敬       | 2019年1月14日 | 2023年8月21日 | 薛富盛       | 行政院環境保護署升格改組成環境部，並轉任政務委員 |
| 農業部部長                 |              | 陳吉仲       | 2023年8月1日  | 2023年9月20日 | 陳駿季       |                                                  |
| 行政院原子能委員會主任委員 |              | 張靜文       | 2023年1月11日 | 2023年9月26日 | 末任         | 職務改制，行政院原子能委員會改組為核能安全委員會 |

### 副首長異動
| 內閣副首長異動                         | 內閣副首長異動 | 內閣副首長異動 | 內閣副首長異動 | 內閣副首長異動 | 內閣副首長異動 | 內閣副首長異動                                   |
| 頭銜                                   | 肖像           | 姓名           | 就任日期       | 離任日期       | 繼任           | 備註                                             |
| -------------------------------------- | -------------- | -------------- | -------------- | -------------- | -------------- | ------------------------------------------------ |
| 衛生福利部常務次長                     |                | 石崇良         | 2016年9月1日   | 2023年2月5日   | 周志浩         | 轉任中央健康保險署署長                           |
| 中央銀行副總裁                         |                | 陳南光         | 2018年3月5日   | 2023年3月4日   | 朱美麗         |                                                  |
| 原住民族委員會政務副主任委員           |                | 林碧霞         | 2020年5月20日  | 2023年3月8日   | 蘇佐璽         |                                                  |
| 原住民族委員會政務副主任委員           |                | 蘇佐璽         | 2023年6月9日   | 2023年9月4日   | 杜張梅莊       | 辭職參選復興區區長補選，並成功當選復興區長       |
| 法務部常務次長                         |                | 林錦村         | 2020年5月20日  | 2023年5月2日   | 黃謀信         | 轉任臺灣高等檢察署臺中檢察分署檢察長             |
| 外交部常務次長                         |                | 俞大㵢         | 2021年6月23日  | 2023年7月22日  | 陳立國         | 轉任駐歐盟兼駐比利時代表處大使銜代表             |
| 行政院農業委員會政務副主任委員         |                | 陳添壽         | 2019年1月14日  | 2023年7月31日  | 陳添壽         | 行政院農業委員會升格改組成農業部                 |
| 行政院農業委員會政務副主任委員         |                | 陳駿季         | 2023年1月31日  | 2023年7月31日  | 陳駿季         | 行政院農業委員會升格改組成農業部                 |
| 行政院農業委員會常務副主任委員         |                | 杜文珍         | 2023年2月2日   | 2023年7月31日  | 杜文珍         | 行政院農業委員會升格改組成農業部                 |
| 行政院環境保護署政務副署長             |                | 王雅玢         | 2023年2月4日   | 2023年8月21日  | 葉俊宏         | 行政院環境保護署升格改組成環境部                 |
| 行政院環境保護署常務副署長             |                | 沈志修         | 2019年1月14日  | 2023年8月21日  | 沈志修         | 行政院環境保護署升格改組成環境部                 |
| 文化部常務次長                         |                | 李連權         | 2016年9月15日  | 2023年8月27日  | 徐宜君         | 轉任行政院顧問                                   |
| 國軍退除役官兵輔導委員會政務副主任委員 |                | 姜振中         | 2022年5月11日  | 2023年9月12日  | 傅正誠         |                                                  |
| 行政院原子能委員會常務副主任委員       |                | 劉文忠         | 2019年1月14日  | 2023年9月26日  | 末任           | 職務改制，行政院原子能委員會改組為核能安全委員會 |
| 行政院原子能委員會政務副主任委員       |                | 林立夫         | 2023年1月31日  | 2023年9月26日  | 末任           | 職務改制，行政院原子能委員會改組為核能安全委員會 |
| 勞動部政務次長                         |                | 李俊俋         | 2023年1月31日  | 2023年9月30日  | 許傳盛         | 升任監察院秘書長                                 |
| 外交部政務次長                         |                | 李淳           | 2023年2月3日   | 2024年1月8日   | 謝武樵         | 轉任駐歐盟兼駐比利時代表處大使銜代表             |
| 法務部政務次長                         |                | 陳明堂         | 2013年3月11日  | 2024年1月15日  | 陳明堂         | 回任                                             |
| 交通部常務次長                         |                | 祁文中         | 2016年10月7日  | 2024年1月16日  | 林國顯         |                                                  |

## 任內重大政策
- 推動2050淨零排放政策
- 全民共享普發現金
- 發放500元「青春動滋券」
- TPASS行政院通勤月票
- 台美21世紀貿易倡議
- 「性平三法」[註 5]修法
- 行政院農業委員會升格為農業部
- 行政院環境保護署升格為環境部
- 行政院原子能委員會改組為核能安全委員會
- 臺灣鐵路管理局國營公司化
- 高齡科技產業行動計畫

## 任內事件
- 2019冠狀病毒病臺灣疫情
- 陳嘉壎事件
- 2023年中華民國外交危機
- 六福村脫逃狒狒中槍死亡事件
- 聯華食品彰化廠火災事件
- im.B詐騙案
- 臺中捷運塔吊撞擊事故
- 2023年臺灣＃MeToo運動
- 新北幼兒園餵藥案
- 2023年9月屏東科技產業園區火災
- 2023年新北市國中殺人案
- 2024年金門近海快艇翻覆事故
- 寶林茶室中毒案
- 2024年花蓮地震